# The Furs
The Furs è un cortometraggio muto del 1912 diretto da Mack Sennett.

## Produzione
Il film fu prodotto dalla Biograph Company.

## Distribuzione
Distribuito dalla General Film Company, il film - un cortometraggio di 139 metri - uscì nelle sale cinematografiche USA il 13 maggio 1912. Nelle proiezioni, veniva programmato con il sistema dello split reel, accorpato in un'unica bobina con un altro cortometraggio prodotto dalla Biograph, la commedia When the Fire-Bells Rang.
Copia della pellicola, ancora esistente, è stata distribuita in VHS dalla Grapevine Video.